# Рыбникова, Мария Александровна
Мария Александровна Рыбникова (8 [20] февраля 1885, Рязанская губерния, Российская империя — 3 июня 1942, Свердловск, СССР) — русский советский педагог, методист, фольклорист, литературовед.

## Биография
Родилась 8 (20) февраля 1885 года в деревне Александро-Невская, Раненбургского уезда, рязанской губернии в семье служащего.
В 1903 году окончила Мариинское училище в Москве; затем, после года работы в начальной школе, поступила на историко-филологический факультет Московских высших женских курсов. По окончании курсов в 1909 году переехала в Вязьму, где поступила на должность учителя литературы в Вяземской женской гимназии.
В 1918 году её приняли на работу в Малаховскую среднюю опытно-показательную школу в Московской губернии, а в 1923 — в Московский педагогический техникум Профинтерна, где она оставалась до 1928 года.
С 1924 года началась её работа в высшей школе: с 1924 по 1931 годы она преподавала на педагогическом факультете 2-го МГУ (бывшие Московские высшие женские курсы), а с 1928 по 1930 также и в индустриально-педагогическом институте имени К. Либкнехта. Одновременно занималась научной работой в нескольких институтах, собирала народный фольклор, занималась организацией музеев и выставок, проводила семинары.
После начала Великой Отечественной войны была эвакуирована в Свердловск, где продолжала педагогическую деятельность (читала курсы по методике, стилистике, устной народной поэзии в Свердловском педагогическом институте) до скоропостижной смерти, случившейся 3 июня 1942 года. Похоронена в Екатеринбурге.

### Научная деятельность
Становление Рыбниковой как учёного и педагога произошло в Вязьме. Именно к этому периоду относятся её первые публикации и опыт собирания фольклора. В 1914 году в журнале «Вестник воспитания» выходит её первая заметная статья. Зимой 1916/1917 году она участвовала во Всероссийском съезде учителей-словесников.
После переезда в Подмосковье талант учёного раскрывается в полной мере. Рыбникова разрабатывает методологию преподавания литературы в школе, пишет литературоведческие работы и изучает устное народное творчество. Её последней работой становится научно-обоснованный курс преподавания литературы «Очерки по методике литературного чтения», опубликованная в 1941 году и вобравшая в себя весь многолетний опыт педагога.

## Избранная библиография
- Темы для внеклассных бесед с кончающими курс средней школы // Вестник воспитания. — 1914. — № 6.
- А. Блок — Гамлет. — М., 1923.
- По вопросам композиции. — М., 1924.
- Современная и классическая литература в школе. — М.-Л., 1927.
- Изучение литературы в школах II ступени. — М.-Л., 1928.
- Методика преподавания литературы. — М., 1930.
- Загадки. — М.; Л., 1932.
- Введение в стилистику. — М., 1937.
- Русская поговорка // Русский язык в школе. — 1939. — № 4.
- Очерки по методике литературного чтения. — М., 1941. (3-е изд. — М., 1963)

### Посмертные издания
- Избранные труды. — М., 1958.
- Русские пословицы и поговорки. — М., 1961.
- Избранные труды. — М., 1985.